# Sport à Toulon
Le sport à Toulon regroupe plus de 200 associations, clubs et sections sportives et plus de 18741 licenciés (en 2013). Il est avant tout dominé par le club de rugby de la ville : le Rugby club toulonnais, également appelé le « RCT », fondé en 1908, ayant remporté quatre titres de Champion de France (en 1931, 1987, 1992 et 2014) et trois Coupes d'Europe consécutives (en 2013, 2014 et 2015). Néanmoins, il existe d'autres clubs évoluant au niveau national, qui ont su mettre en avant leurs résultats sportifs tels que les Comanches de Toulon  avec 8 titres de championne de France de softball (de 2008 à 2015) et une Coupe d'Europe (2015), le basket-ball (Hyères Toulon Var Basket), le handball (Toulon Métropole Var Handball), le futsal (Toulon Tous Ensembles Futsal) et le hockey sur glace (Les Boucaniers). Aussi, la ville compte 35 équipements sportifs municipaux de qualité dont elle a la gestion et l'entretien. Le dernier en date étant la Ferme des Romarins, nouveau pôle sportif à l'ouest de la ville. En ce qui concerne les manifestations sportives, Toulon a accueilli d'importants événements tels que le Tour de France entre 1905 et 1964, la Flamme Olympique en 1992 et la 35e Coupe de l'America en 2016 et notamment le célèbre Festival International Espoirs de Provence, tournoi de football créé en 1967 et diffusé aujourd'hui dans le monde entier. Aujourd'hui, la ville accueille tout au long de l'année un grand nombre de compétitions tel que le Moto Tour fondée en 1973 (mais accueillit depuis 2003).

## Histoire

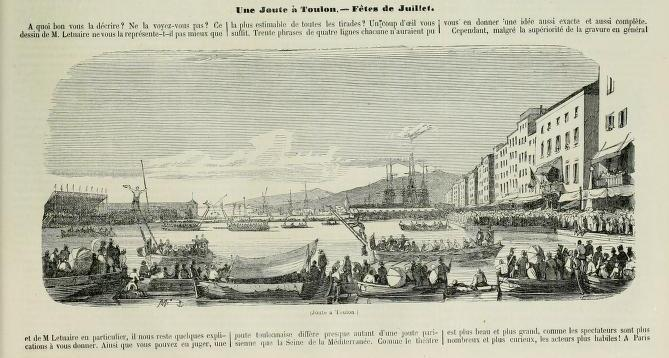
Image du livre "L'illustration : journal universel" (1843) intitulé Une Joute à Toulon Fêtes de Juillet.

Des documents écrits (le texte le plus ancien étant Le livre Rouge, le cartulaire municipal de la ville de Toulon entre 1235 et 1582) font état de joutes nautiques à Toulon, à partir du XVe siècle. Dans la ville, il est selon les us et coutumes que les bateliers et les gens de la campagne de la localité peuvent armer les tartanes ou barques pour jouter en mer uniquement le deuxième jour de Pâques. De 1900 à 1914, la joute du 14 juillet organisée a Toulon et célébrant la fête nationale française fut réservée uniquement aux français, et donc interdite aux pêcheurs italiens de la section de Saint-Mandrier-sur-Mer.

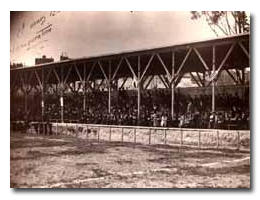
Le stade Mayol lors de son inauguration le 28 mars 1920.

La ville de Toulon fait son entrée dans la modernité sportive avec la création la Société des régates de Toulon (SRT) en 1863[réf. nécessaire]. Cette seconde moitié du XIXe siècle marque la rupture entre les jeux d'exercice traditionnels lors des fêtes patronales et les sports dits modernes.
Le rugby s'implante dans le département du Var à la fin du XIXe siècle, en concurrence avec le football notamment vers la ville de Hyères où la création de l'Union sportive hyèroise créée en 1889, hésite entre la pratique du football ou du rugby. Finalement, l'implantation de ce dernier échoue dans la ville de Hyères et c'est à la Seyne-sur-Mer que se crée le premier club de rugby varois en 1902, l'Union sportive seynoise. À Toulon, le Rugby club toulonnais voit le jour peu de temps après en 1908, mais son activité est freiné avec la Première Guerre mondiale. Cependant, la suprématie rugbystique de Toulon se confirme, notamment lors du championnat du rugby du Var en 1928, qui totalise sur les 18 clubs engagés, 12 clubs toulonnais, grâce notamment un important vivier que constitue la Marine nationale.
Alors que la Seconde Guerre mondiale n'a pas encore touché à sa fin, la fusion en 1944 de l'équipe de football du Sporting Club du Temple fondé en 1933 et de la Jeunesse Sportive Toulonnaise donne naissance au Sporting Club de Toulon. Toulon intègre lors de l'après-guerre le championnat de France de D2, qu'il ne quitte que le temps d'une saison en 1946-1947.
Dans les années 1950, la ville découvre une autre forme de rugby, interdite à l'époque du régime de Pétain, le rugby à XIII. Pendant cette période les Toulonnais assiste à des derbys du sud-est entre Marseille et Toulon. À la même époque, l'implantation du basket-ball en France est de plus en plus important et la ville connaît dès 1948, la naissance de son premier club le Club Sportif Toulonnais suivit en 1952 de l'Omni Sport Hyerois. Malheureusement, il faut attendre les années 1970 pour que le basket-ball prend son essor dans les deux communes varoises. Peu à peu, les 2 équipes se rapprochent de l'élite et lorsque le Club Sportif Toulonnais s'apprête à monter en Pro B pour la saison 1990-1991, les 2 clubs décident de fusionner pour donner naissance au Hyères Toulon Var Basket. Ce dernier est l'un des plus anciens clubs à être resté dans le championnat de Pro B avant de jouer parmi l'élite du basket français, la Pro A.
Les années 1980, voient apparaître sur Toulon des disciplines sportives un peu plus modernes pratiquées jusqu'alors. Celles-ci ont leurs origines dans les pays d'Amérique du Nord, telles que le hockey sur glace, le baseball et le softball ou encore le football américain. Les Boucaniers de Toulon sont créés en 1985 mais n'intègre le championnat de France de hockey sur glace que deux ans plus tard, durant la saison 1987-1988. La même année, l'équipe féminine de baseball, Les Comanches de Toulon intègre le championnat national tandis que l'équipe de football américain des Canonniers de Toulon dispute sa première saison régulière de Championnat de France de troisième division.
Les années 1980 et 1990 restent pour le la ville et le Rugby club toulonnais une très bonne période. Grâce à une génération de jeunes joueurs exceptionnelles (Manu Diaz, Bernard Herrero, Éric Champ, Gilbert Doucet, Jérôme Gallion, Jérôme Bianchi), menée par Daniel Herrero, l'un des meilleurs entraîneurs de l'époque, le RCT remporte deux boucliers de Brennus en 1987 et 1992, 56 ans après son premier sacre. Malheureusement, le début de la nouvelle décennie est synonyme de rétrogradation. En raison d'un déficit cumulé de 10 millions de Francs (environ 1,5 million d'euros), la Ligue nationale de rugby décide la rétrogradation administrative du club (la première de l'histoire) en deuxième division le 24 juillet 2000. Malgré une remontée parmi l'élite en 2005, Toulon retombe immédiatement en division inférieure. Dix ans après le professionnalisme du rugby en France, le RCT n'a toujours pas pris part à ce dernier. Mais l'arrivée en 2006, d’un nouveau président, Mourad Boudjellal, laisse présager des jours meilleurs. Orchestrant d'entrée (et par la suite) un recrutement spectaculaire en faisant venir notamment l'ancien All blacks Tana Umaga et bien d'autres encore (Andrew Mehrtens, Jerry Collins, Sonny Bill Williams, Felipe Contepomi, Jonny Wilkinson, Carl Hayman entre autres) l'équipe refait son entrée dans le Top 14 en 2008 et accède même à la finale (perdue) face à Toulouse en 2012.
Toulon fait aussi son grand retour sur la scène du rugby à XIII, après plus de 50 ans d’absence, avec la création en 2011 d'un tout nouveau club, le Sporting treiziste toulonnais. A contrario, le Sporting Toulon Var subit une nouvelle rétrogradation administrative et doit recommencer en Division d'Honneur pour la saison 2011-2012 alors que dans le même temps une équipe féminine voit le jour une seconde fois. Quant aux Comanches de Toulon, les softballeuses remportent pour la huitième année consécutive le titre de championnes de France en 2015, devenant ainsi le 2e club français le plus titré en softball féminin après le club de Cavigal Nice sports baseball. Un an après sa rétrogration, le Sporting Toulon Var remet en place d'une structure féminine afin de faire progresser l'image moderne du club
En 2013, le RCT remporte pour la première fois de son histoire la Coupe d'Europe face à un autre club français, le ASM Clermont Auvergne, mais rate le doublet en s'inclinant la semaine suivante en finale de Top 14 face au Castres olympique. Le club toulonnais réitère son exploit la saison suivante face aux anglais des Saracens, devenant après les Leicester Tigers et Leinster, le troisième club d'Europe à soulever pour la deuxième fois consécutive la H-Cup. Le 31 mai 2014, le RCT remporte après 22 ans d'attente le championnat de France au Stade de France face à Castres, tenant du titre. À la suite de ce match Toulon devient le premier club à remporter son championnat national et la Coupe d'Europe sous son modèle actuel. L'année suivante, les varois établissent un nouveau record en devenant le premier club européen a réalisé un historique troisième titre d'affilée.
Le club de futsal, Toulon Tous Ensemble Futsal, créé en 2008, devient en 2015, le premier club du Var et de la ville a accéder pour la première fois à la finale élite du Championnat de France de futsal. L'année suivante, les Toulonnaises du Sporting Toulon réalisent l'exploit d'accéder à la Division 2 et à s'imposer par la suite en finale de la Coupe Régionale et de la Coupe du Var.

## Organisation

### Installations sportives

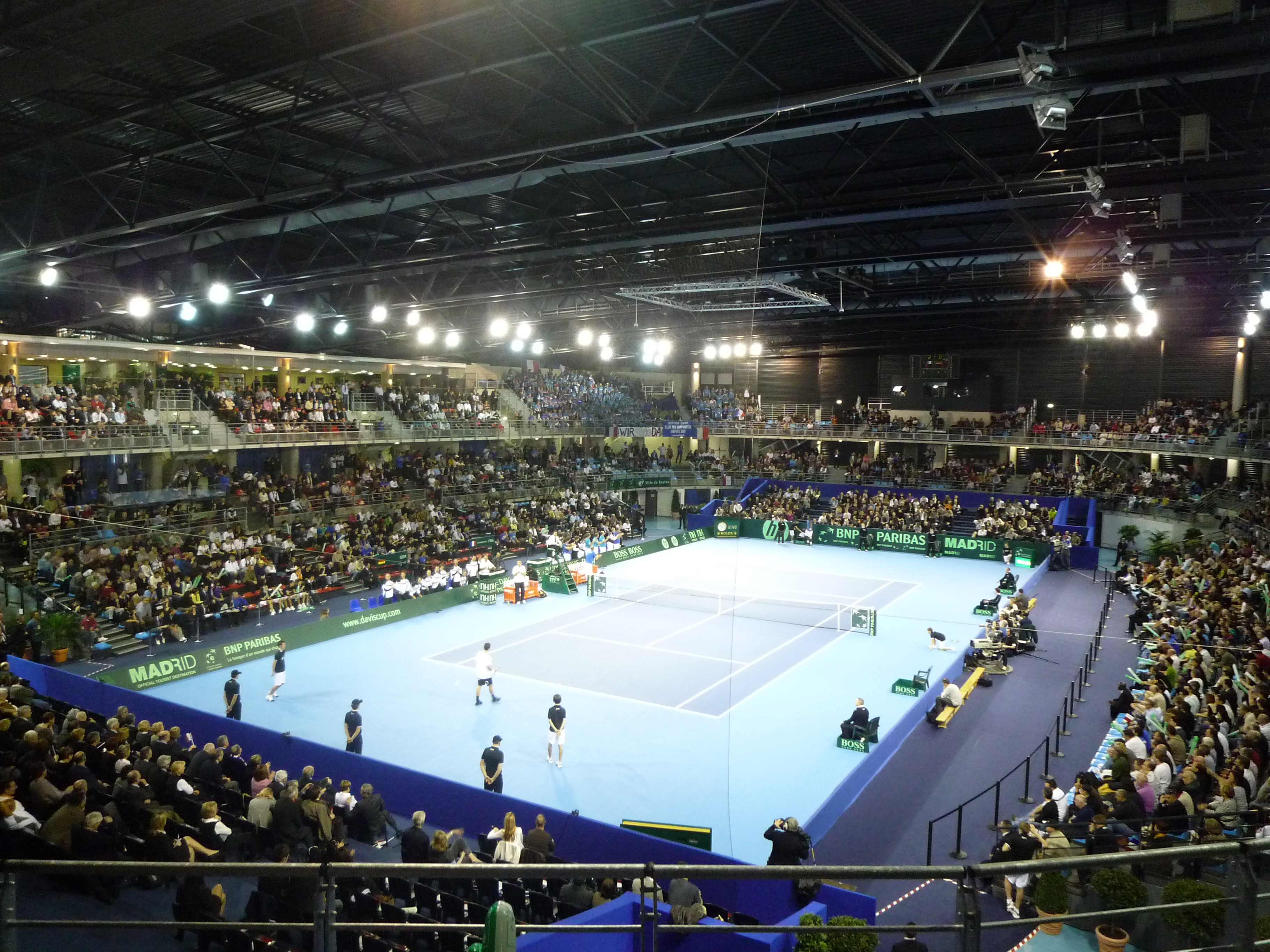
Le Palais des Sports pendant un match de Coupe Davis à Toulon en 2010.

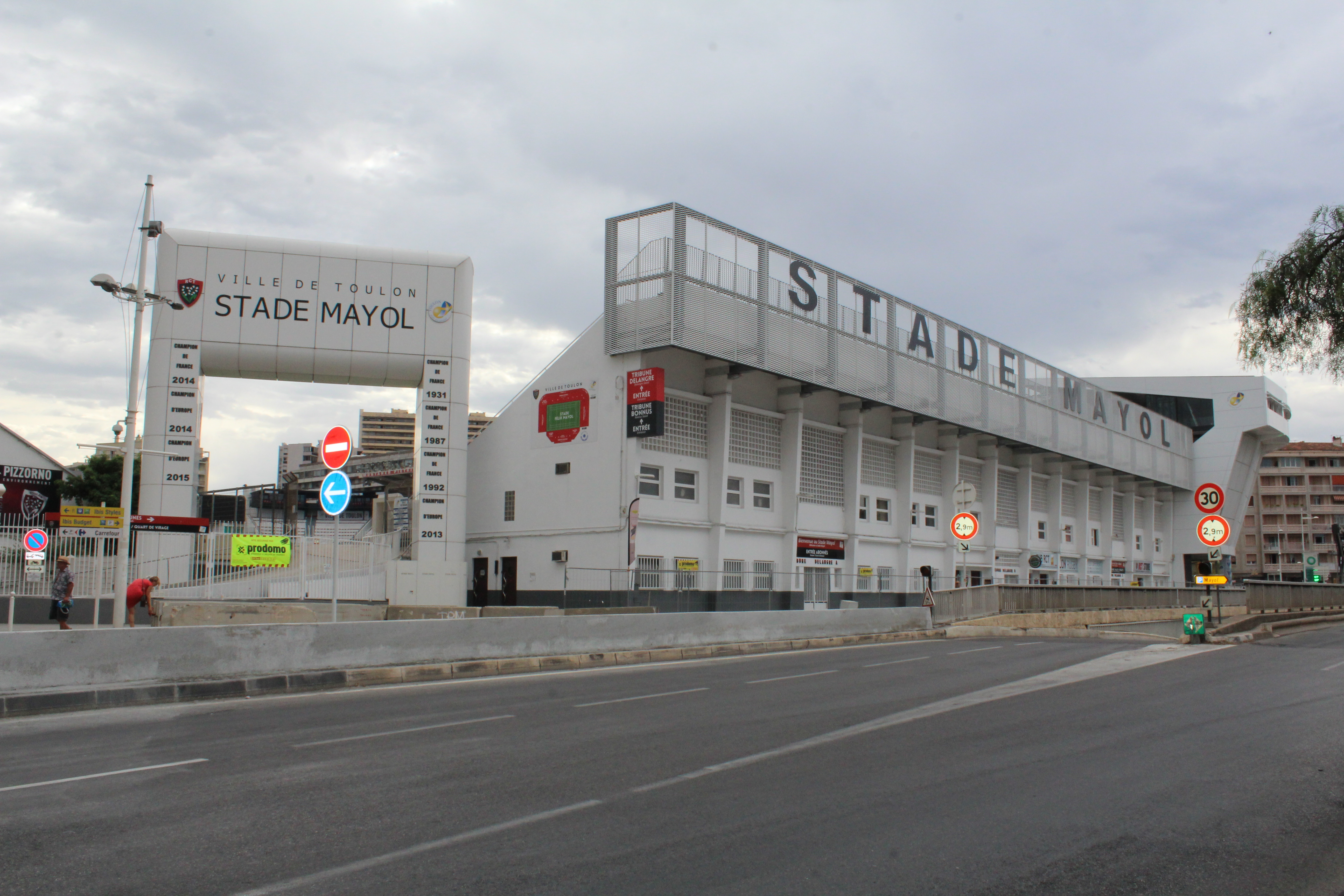
Le Stade Mayol en 2007.

Au début du XXe siècle, Toulon dispose de très peu de structure sportive, voir le moindre terrain utilisable. Seul demeure en pleine ville dans le quartier du port, un vélodrome désaffecté, que très peu de monde utilise dès lors. Félix Mayol, chanteur attaché à sa ville natale et particulièrement à son club de rugby, offre à l'époque 60 000 francs-or pour financer la construction d’un stade inauguré le 28 mars 1920 et qui porte encore son nom à l'heure actuelle, le stade Mayol. À l'est de la ville, on inaugure en 1936 le stade Font Pré (renommé Stade Léo Lagrange en 1956), afin d'y accueillir en nombre scolaires, universitaires, clubs et associations. En 1955, la ville inaugure son second et deuxième plus grande stade, le stade de Bon Rencontre afin d'accueillir les matches de l'équipe du Sporting Toulon Var, fondée pendant la guerre en 1944. Construit à l'époque sur une ancienne décharge, le terrain ne dispose pas encore d'une pelouse qui n'apparaîtra qu'à partir de la saison 1957-1958. Pendant près de 40 ans, des années 1960 aux années 2000, l'équipe première de football va connaitre de nombreux allers-retours entre les deux principaux stades de la ville, à la suite de nombreux travaux et crises que connaîtra le stade de Bon Rencontre. Finalement, dès la saison 2001, celui-ci redevient la structure principale du club toulonnais pouvant accueillir après ces derniers travaux en 2009 près de 8 000 spectateurs.
Depuis le début des années 2000, Toulon souffre depuis longtemps du cruel manque d'infrastructures sportives. Interpellé, Hubert Falco alors Président du Conseil Général du Var en 1993 et futur maire de la ville, décide de la construction d'un nouveau palais de sports dans le quartier du Pont du Las. Ce n'est finalement qu'en 1996 que le projet d'édifice de la structure est lancé, commencé en mai 2004, la salle est inaugurée le 17 mars 2006. Entre 2002 et 2005, puis 2008 et 2009 le stade de Bon Rencontre second plus grand stade de la ville (8 000 spectateurs) derrière le stade Mayol vit une grande période de réhabilitation.
Le 21 janvier 2011, la ferme des romarins, nouveau pôle sportif voit le jour dans le quartier ouest de la Beaucaire. Réalisé en partenariat avec le conseil général, la ville d'Ollioules et l'agglomération Toulon Provence Méditerranée reste à ce jour le dernier équipement sportif de la commune. Le stade Léo-Lagrange, situé à l'est de Toulon renaît de ses cendres après une seconde rénovation (la première date des années 1980) pendant près de 4 ans et est inauguré le 6 février 2013.
Les principaux équipements sportifs toulonnais sont le Palais des sports de Toulon, le Stade Mayol, le Stade de Bon Rencontre, le Stade Siccardi, le stade Léo-Lagrange, le Stade Mercheyer, le Stade Estublier, le Stade Fernandez, le Stade Saurin.
Toulon dispose de trois piscines : le stade Nautique du Port-Marchand au centre de la Ville, la piscine Léo-Lagrange à l'est de Toulon et la piscine des Pins d'Alep à l'ouest de Toulon.

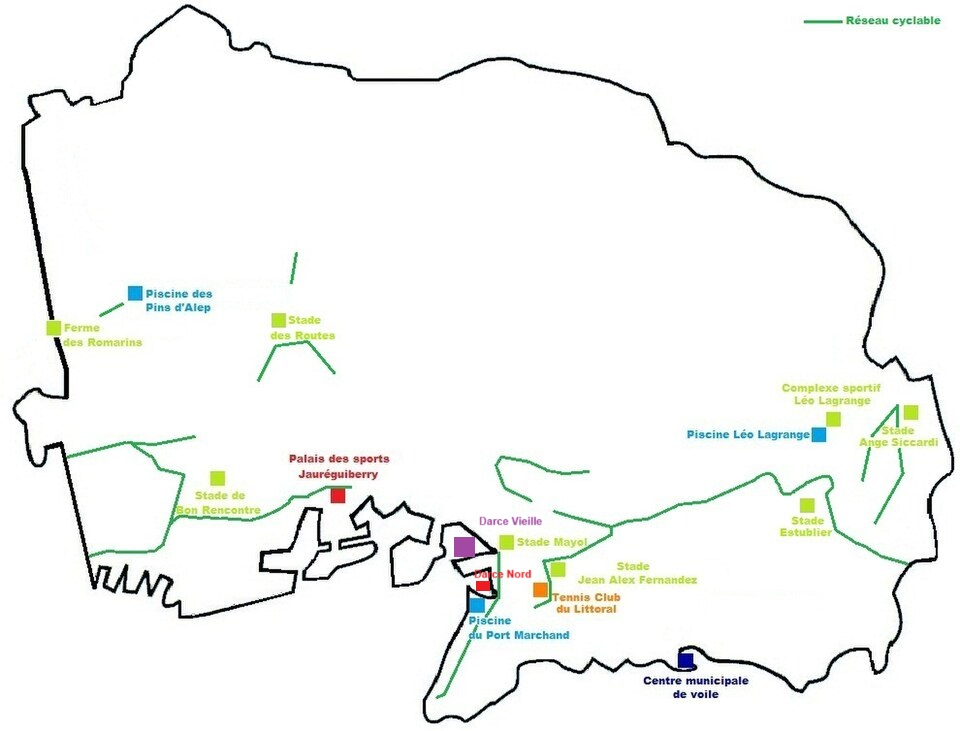
Principales installations et aménagements sportifs.

| Nom de la structure             | Année d'ouverture | Nombre de places |
| ------------------------------- | ----------------- | ---------------- |
| Stade Mayol                     | 28 mars 1920      | 18 000           |
| Stade de Bon Rencontre          | 1955              | 8 200            |
| Palais des sports Jauréguiberry | 17 mars 2006      | 4 700            |
| Stade Léo Lagrange              | 1936              | 2 800            |
| Stade Auguste Delaune           |                   | 1 500            |
| Stade Estublier                 |                   |                  |
| Stade Jean Alex-Fernandez       |                   |                  |
| Stade de La Beaucaire           |                   |                  |
| Stade des Routes                |                   |                  |
| Stade Ange-Siccardi             |                   |                  |
| Stade Bonifay                   |                   |                  |
| Stade Saurin                    |                   |                  |
| Stade Casa d'Italia             |                   |                  |
| Gymnase la Marquisanne          |                   |                  |
| Gymnase la Roseraie             |                   |                  |
| Gymnase des Lices               |                   |                  |
| Gymnase Vert coteau             |                   |                  |
| Piscine du Port-Marchand        | 1972              |                  |
| Piscine Léo Lagrange            |                   |                  |
| Piscine des Pins d’Alep         |                   |                  |
| Port Toulon darce vieille       |                   |                  |
| Port Toulon darce nord          |                   |                  |

### Compétitions

Affiche du premier tournoi de Toulon en 1967

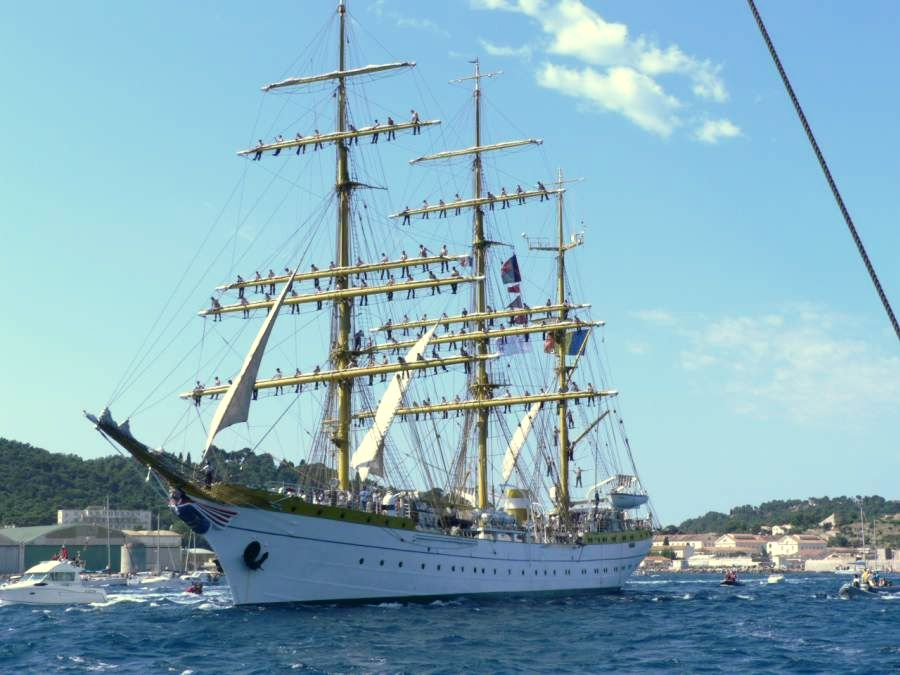
Le Mircea à Toulon Voiles de Légende 2007

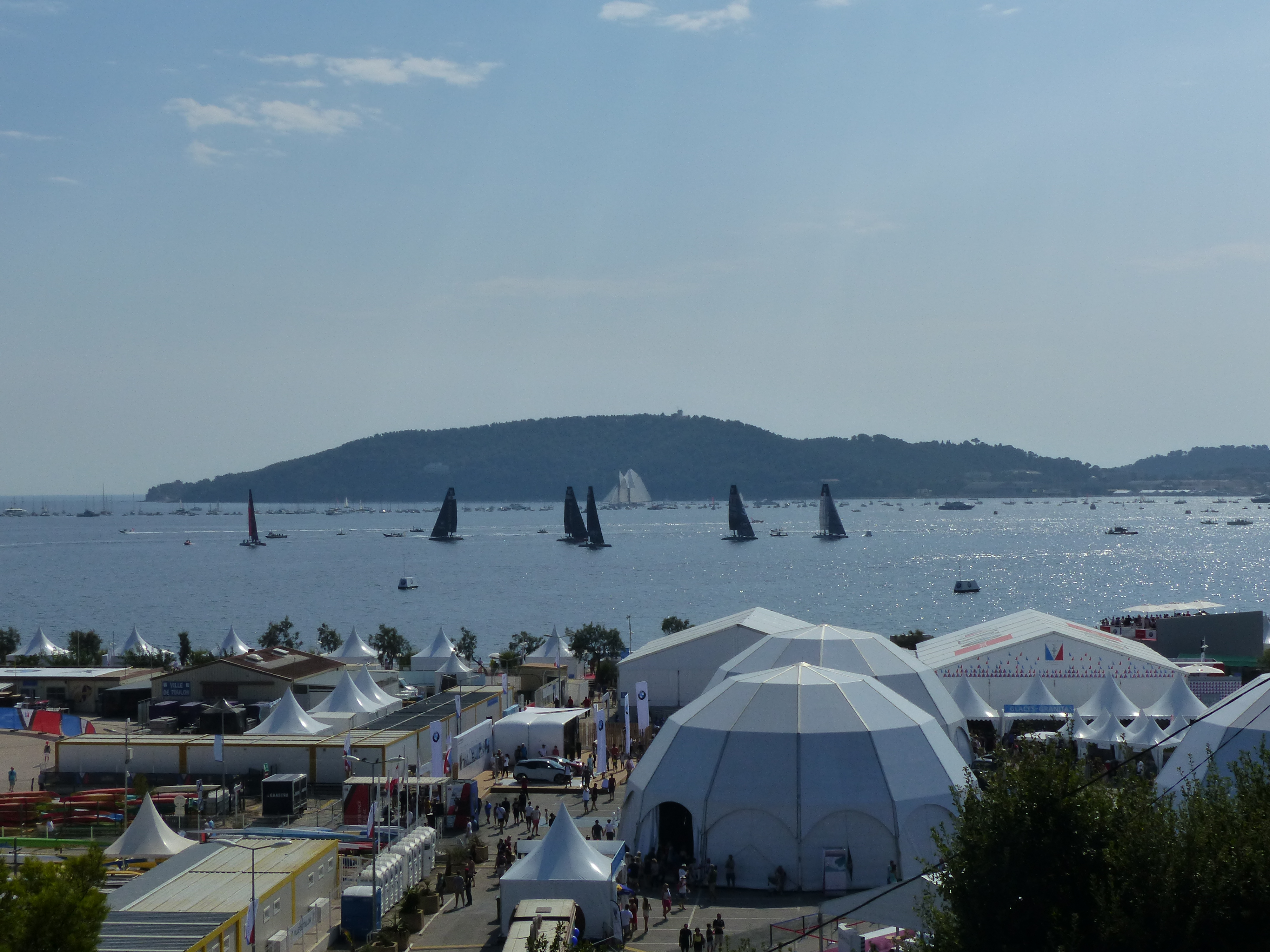
Coupe de l'America en 2016

En 1905, Toulon accueille pour la première fois le Tour de France et voit s'imposer le cycliste français Hippolyte Aucouturier lors de la 4e étape.
Organisé de 1920 à 1966, la course de côte du mont Faron est une course cycliste qui se disputait durant le printemps. Un contre-la-montre sur les pentes du mont Faron fut aussi organisé quelques années plus tard de 1952 à 1970.
Créé en 1967 par Maurice Revello, le Festival international Espoirs de Toulon et du Var, est une compétition de football qui oppose chaque année des sélections de jeunes de huit nations. De nombreuses personnalités du football ont participé avant leur éclosion à ce tournoi parmi lesquelles figurent, entre autres, Zinédine Zidane, Alan Shearer (meilleur buteur 1991), Thierry Henry (meilleur joueur et buteur 1997), Juan Román Riquelme (meilleur joueur 1998), David Ginola (meilleur joueur 1987), Hristo Stoitchkov, Djibril Cissé, Cristiano Ronaldo. En 1998, les droits télévisuels sont acquis par la chaîne Eurosport permettant sa diffusion dans le monde entier et l'obtention du label FIFA en 2002. Après 44 éditions, le Festival international Espoirs de Toulon, quitte le département du Var, la 45e édition ayant lieu dès à présent dans les Bouches du Rhône.
La course cycliste à étapes française Paris-Nice introduit en 1968 le mont Faron comme lieu d'arrivée d'étape en 1974, 1975, de 1986 à 1992 et en 2002, 2003 et 2005. À partir de 1974 il devient aussi le haut lieu du Tour méditerranéen cycliste professionnel où se joue chaque année en février l'une des étapes de course de cyclisme sur route française de début de saison.
Depuis 1976, la ville accueille la montée du Faron, une course de montagne qui rallie le sommet du mont Faron. Partant depus La Valette-du-Var, le départ est déplacé à Toulon en 1988.
La ville accueille pour la première fois le 23 novembre 1983 un match de gala des Barbarians français contre l'Australie. Malgré la courte défaite (21-23), les Barbarians réitèrent l'expérience par 3 fois (1995, 2001, 2014). En 1984 est organisé le semi-marathon de Toulon une épreuve de course à pied annuelle se déroulant généralement en septembre dans les rues de Toulon.
Au début de l'année 1992, quelques jours avant les Jeux olympiques d'hiver de 1992 qui se déroule à Albertville en Savoie, Toulon est l'une des 60 villes étapes pour le passage de la flamme olympique. Ainsi le 29 janvier 1992, des milliers de spectateurs participent au passage du relais dans le centre-ville de Toulon, avant que la flamme rejoigne dans la même journée la ville de Marseille.
Depuis 2003, les plages du Mourillon, marque l’histoire du Moto Tour en tant qu'étape incontournable de l’événement fondé en 1973. En 2007, la ville est pour la première fois l'un des 11 sites français qui accueille pendant 3 jours le tour préliminaire du Championnat du monde de handball féminin au Palais des Sports de Toulon. Elle est aussi, pour la première fois la même année, le port qui accueille la course internationale de voiliers écoles dénommée la Tall Ships' Races. La manifestation nautique est un véritable succès avec plus de 800 000 mille de visiteurs pendant les 4 jours de festivités.
L'année suivante, en 2008, la ville accueille la 6e édition de la semaine des As au Palais des Sports de Toulon qui est depuis sa création en 2003 diffusé intégralement par la chaine Sport+. Deux ans plus tard, lors des premiers huitièmes de finale de la Coupe Davis 2010 organisé dans la capitale du Var depuis Fréjus en 1993, le Palais des Sports de Toulon voit la France se qualifier face à l'Allemagne.
En 2013, le Palais des Sports de Toulon voit le Sporting Club de Paris sacré pour la troisième année consécutive Champion de France de futsal en venant à bout de l'équipe du FC Erdre-Atlantique sur le score de 3 buts à 0 devant près de 3 000 spectateurs lors de la finale du championnat national de futsal. En septembre de la même année, le port de Toulon accueille pour la deuxième fois une étape de la Tall Ships Races. Cette seconde escale dépasse le précédent record de 2007 en matière de fréquentation avec plus d'un million de personnes ayant participé à cette manifestation. À la fin du mois d'août 2015, la ville accueille la 12e édition de la Coupe du monde des clubs de roller soccer réunissant 12 équipes amateurs dont l'équipe locale, le Roller Sports Club Toulonnais. Celle-ci, remporte le trophée pour la première fois de son histoire. En septembre 2016, la seule étape française de la 35e Coupe de l'America se joue dans la rade de Toulon et est remportée par l’équipe suédoise Artemis Racing.

### Activités sportives
Depuis le milieu des années 1990, la randonnée en roller connait un succès croissant dans les grandes villes de France et c'est en octobre 2001 qu'est créée la première édition du Rolling Town. La manifestation se déroule tous les premiers du mois sur environ 17 km à travers la ville de Toulon, encadrée et sécurisée notamment par les membres du club Roller Provence Méditerranée. Selon les saisons, elle rassemble entre 400 et 1000 participants.
Situé en bord de mer, la ville célèbre chaque année au matin du 1er janvier, le traditionnel Bain du jour de l’an qui rassemble à l'anse des Pins, sur les plages du Mourillon, plusieurs centaines de participants.

## Clubs

### Clubs actuels
L’office des sports de la ville de Toulon regroupe en 2010 plus de 80 clubs et plus de 18741 licenciés.
| Équipe                                           | Sport                                                      | Fondé en | Ligue                                     | Structure sportive                                        |
| ------------------------------------------------ | ---------------------------------------------------------- | -------- | ----------------------------------------- | --------------------------------------------------------- |
| Avenir Sportif Toulon                            | Football en salle                                          | ?        | Championnat de Ligue                      | Stade la Ferme des Romarins                               |
| ASSC Toulon Centre                               | Football en salle                                          | 2011     | 1re division de District                  | ?                                                         |
| Classic Saint Jean du Var                        | Football en salle                                          | 2006     | 1re division de District                  | ?                                                         |
| Closerie futsal club                             | Football en salle                                          | ?        | 1re division de District                  | ?                                                         |
| Étoile Claret/Montety                            | Football en salle                                          | ?        | 1re division de District                  | Stade des Lices                                           |
| Foot pour tous                                   | Football en salle                                          | ?        | 2e division de District                   | ?                                                         |
| Hyères Toulon Var Basket                         | Basket-ball                                                | 1990     | Nationale 3                               | Palais des sports Jauréguiberry et Espace 3000            |
| Les Boucaniers                                   | Hockey sur glace                                           | 1985     | Division 3                                | Patinoire de La Garde                                     |
| Les Canonniers                                   | Football américain                                         | 1988     | Casque d'argent                           | Stade Léo Lagrange                                        |
| Les Comanches de Toulon                          | Baseball / Softball                                        | 1988     | Championnat de France de softball féminin | Stade Estublier                                           |
| Roller Sports Club Toulonnais                    | Roller freestyle/ roller foot/ roller hockey/ roller derby | 2006     | National 3                                | Ferme des Romarins                                        |
| Les Gabians                                      | Roller in line hockey                                      | 2006     | Pré-Nationale                             | Ferme des Romarins                                        |
| Roller Sports Club Toulonnais                    | Rollersoccer                                               | 2006     | Championnat de France de rollersoccer     | Ferme des Romarins                                        |
| Rugby club toulonnais                            | Rugby à XV                                                 | 1908     | Top 14                                    | Stade Mayol                                               |
| Rugby club toulonnais                            | Rugby à XV féminin                                         | 2017     | Fédérale 1                                | Stade Berg Ange-Siccardi                                  |
| Rugby Club Saint Jean du Var                     | Rugby à XV                                                 | 1908     | Série 1                                   | Stade Léo Lagrange                                        |
| Rugby Fauteuil Club Toulon Provence Méditerranée | Quad rugby                                                 | 2013     | National 2                                | Palais des sports Jauréguiberry                           |
| Sporting Claret Futsal                           | Football en salle                                          | 2012     | 2e division de District                   | ?                                                         |
| Sporting Toulon Var                              | Football                                                   | 1944     | CFA 2                                     | Stade de Bon Rencontre                                    |
| Sporting Toulon Var féminin                      | Football féminin                                           | 2012     | Division 2                                | Stade de la Ferme des Romarins                            |
| Sporting treiziste toulonnais                    | Rugby à XIII                                               | 2011     | Nationale 1                               | Stade Delaune                                             |
| Toulon Est Futsal                                | Football en salle                                          | 2009     | Championnat de Ligue                      | ?                                                         |
| The King Toulon Futsal                           | Football en salle                                          | ?        | 2e division de District                   | ?                                                         |
| Toulon Provence Méditerranée Var Volley          | Volley-ball                                                | 2002     | Nationale 2 F                             | Gymnase des Lices                                         |
| Toulon Provence Méditerranée Var Volley          | Volley-ball                                                | 2002     | Nationale 3 M                             | Gymnase des Lices                                         |
| Toulon Métropole Var Handball                    | Handball                                                   | 2005     | Division 1                                | Gymnase de Vert-Coteau et Palais des sports Jauréguiberry |
| Toulon Élite Futsal                              | Football en salle                                          | 2008     | Top 12                                    | Palais des sports Jauréguiberry                           |
| Toulon Etudiant Club                             | Athletisme                                                 | 1964     | niveau interrégional                      | ?                                                         |
| Toulon water-polo                                | Water-polo                                                 | 2010     | National 3                                | Stade Nautique du port Marchand                           |
| Union Sportive du Mourillon                      | Rugby à XV                                                 | 1921     | Promotion d’Honneur                       | Stade Jean Alex Fernandez                                 |
| Société des Régates de Toulon (SRT)              | Nautisme                                                   | 1958     |                                           | Rade de Toulon - darce nord                               |
| Société Nautique de Toulon (SNT)                 | Nautisme                                                   | 1912     |                                           | Rade de Toulon - darce vieille                            |
| Club Nautique de la marine Toulon(CNMT)          | Nautisme                                                   |          |                                           | Rade de Toulon - darce vieille                            |

### Clubs disparus
| Équipe                                          | Sport            | Fondé en    | Disparu en  | Ligue | Structure sportive    |
| ----------------------------------------------- | ---------------- | ----------- | ----------- | ----- | --------------------- |
| Club sportif toulonnais                         | Basket-ball      | 1948        | 1990        | Pro A |                       |
| Étoile Sportive Toulonnaise                     | Rugby à XV       |             |             |       |                       |
| Olympia Sports de Toulon (club sportif féminin) |                  |             |             |       |                       |
| US arsenal maritime                             | Rugby à XIII     | 1946        | 1949        |       |                       |
| Sporting Club Toulon-Le Las                     | Football         | 1965        | 2016        | CFA 2 | Stade Auguste Delaune |
| Sporting Toulon Var féminin                     | Football féminin | Années 1970 | Années 1980 |       |                       |

## Médias

### Presse écrite
Lancé en avril 2012, le site Internet ActuSport83 fait la promotion du sport varois, et notamment des équipes toulonnaises en donnant un maximum d'informations et de résultats.

## Drames et scandales

### Drames

#### Rencontre RCT/FC Grenoble rugby
En octobre 1964, lors du tournoi du Challenge Yves du Manoir, le RCT affronte au Stade Mayol l'équipe du FC Grenoble rugby. Lors de ce match plus que houleux entre les deux équipes, le jeune pilier toulonnais Charles Finale décède tragiquement. Aujourd'hui la tribune nord du stade porte son nom en son hommage.

### Scandales

#### Affaire de la caisse noire du SC Toulon
Rolland Courbis est l'entraîneur du SC Toulon de 1986 à 1990. À cette époque, les mouvements de transferts s'accélèrent au Sporting : Bernard Pardo, Laurent Roussey, rejoignent le club en 1986, puis c'est au tour de Joseph-Antoine Bell, Philippe Fargeon, Philippe Anziani, qui suivent en 1987. En 1990, l’affaire de la caisse noire du club éclate au grand jour. Une réserve d'argent a été accumulée à l'insu du fisc et gérée selon une comptabilité clandestine à partir de rentrées financières non déclarées. Courbis et Eric Goiran, directeur administratif du club, sont incarcérés et inculpés pour malversations financières et fausses factures.
Selon l'entraîneur, le club avait besoin d'une caisse noire pour pouvoir jouer au plus haut niveau. Une somme de 13,6 millions de francs aurait été détournée à l'occasion de transferts de joueurs. Le déficit du club chiffré à 550 millions de centimes en 1988 a enflé jusqu'à atteindre 7,1 milliard de centimes en 1990. Mis en examen en 1991 pour faux en écritures de commerce, abus de confiance et recel, il sera écroué pendant 98 jours.
En 1993, la justice rétrograde administrativement le club de D2 en National. En février 1995, Courbis est condamné à trois ans de prison avec sursis et 300 000 francs d'amende.

## Palmarès National
La liste suivante propose les principaux titres nationaux remportés par des équipes locales, clubs ou sportifs toulonnais.

### Basket-ball
- Hyères Toulon Var Basket

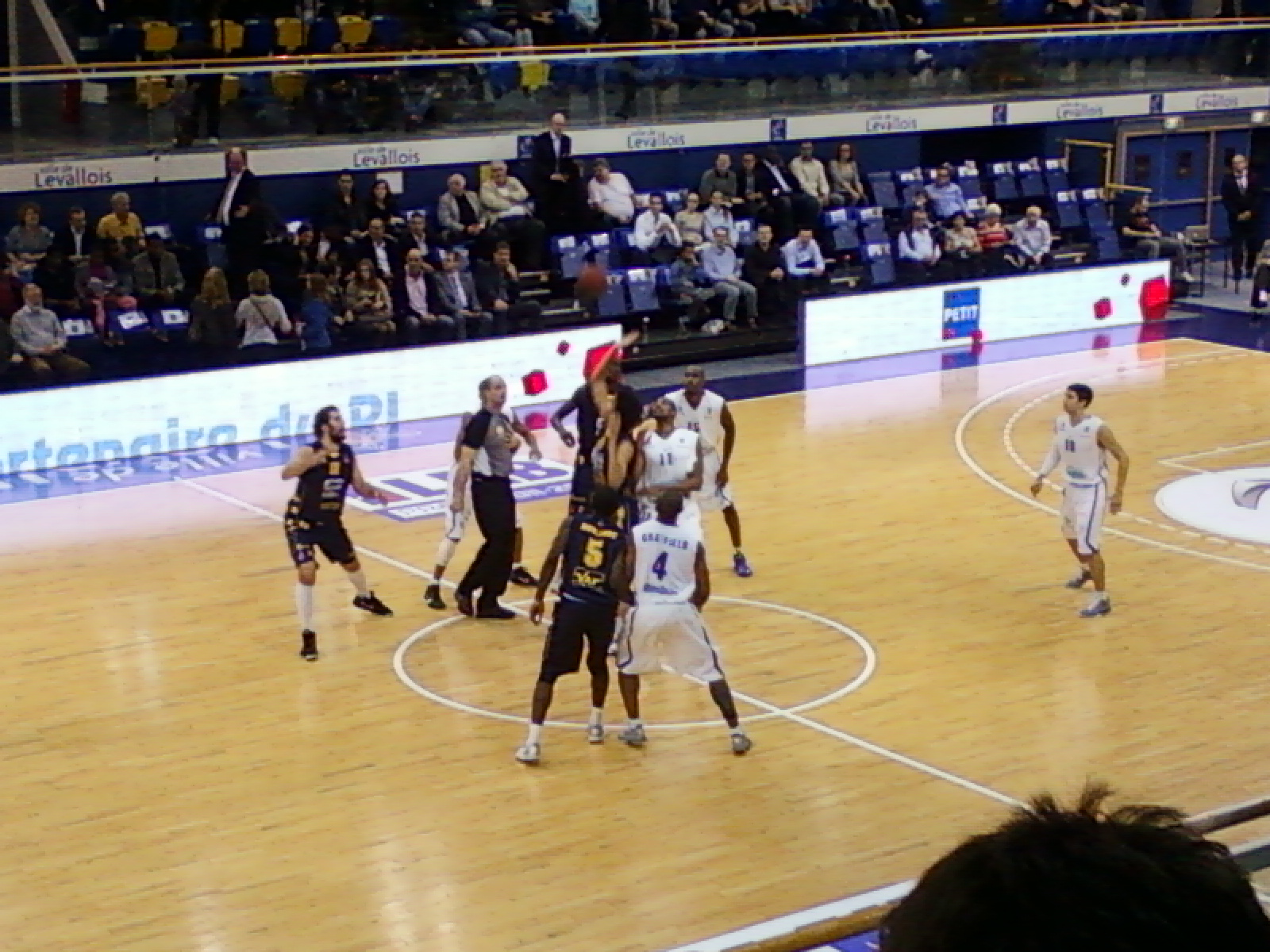
Coup d'envoi du match Paris Levallois - Hyères Toulon du 4 novembre 2011

  - 2 Championnats de France de Pro B (2001, 2016)
  - 1 Coupe de France de basket-ball (1990)
  - 1 Championnat de France de Nationale 3 (1990) (sous le nom d’OS Hyères)

### Course nautique
- Voilier Toulon Provence Méditerranée COYCHyères
  - Tour de France à la voile (2005, 2007, 2012)

### Cyclisme
- Sandie Clair
  - Championnats du monde de cyclisme sur piste (2011) 
  - Médaillée d'argent du 500 mètres juniors 2005
  - Gand 2006 Championne du monde du 500 mètres juniors et Médaillée de bronze de la vitesse juniors
  - Manchester 2008 Médaillée de bronze du 500 mètres
  - Championnats d'Europe
  - 1 Championnat de France de la vitesse juniors : (2005) 
  - 2 Championnats de France du 500 mètres juniors (2005, 2006) 
  - 7 Championnats de France du 500 mètres  (2007, 2008, 2009, 2010, 2011, 2012, 2013) 
  - 1 Championnat de France de vitesse par équipes (2013)

### Football
- Sporting Toulon Var
  - 1 Championnat de France de football National (1996)
  - 1 Championnat de France Amateurs (2005)
  - 1 Championnat de France Amateurs 2 (2003)
  - 1 Championnat de Division d'Honneur (2002, 2014)
- Sporting Toulon Var féminin
  - 1 Division d'Honneur (2016)
  - 1 Coupe Régionale (2016)
  - 1 Coupe du Var (2016)

### Football américain
- Canonniers de Toulon
  - 1 Championnat de France régional de football américain (2015)

### Futsal
- Toulon Élite Futsal
  - 1 Championnat de France de futsal (2019)
  - 1 DH Ligue Futsal (2011)

### Handball
- Toulon Métropole Var Handball
  - 1 Championnat de France de handball féminin (2010)
  - 2 Coupes de France de handball féminin (2011), (2012)

### Hockey sur glace
- Les Boucaniers

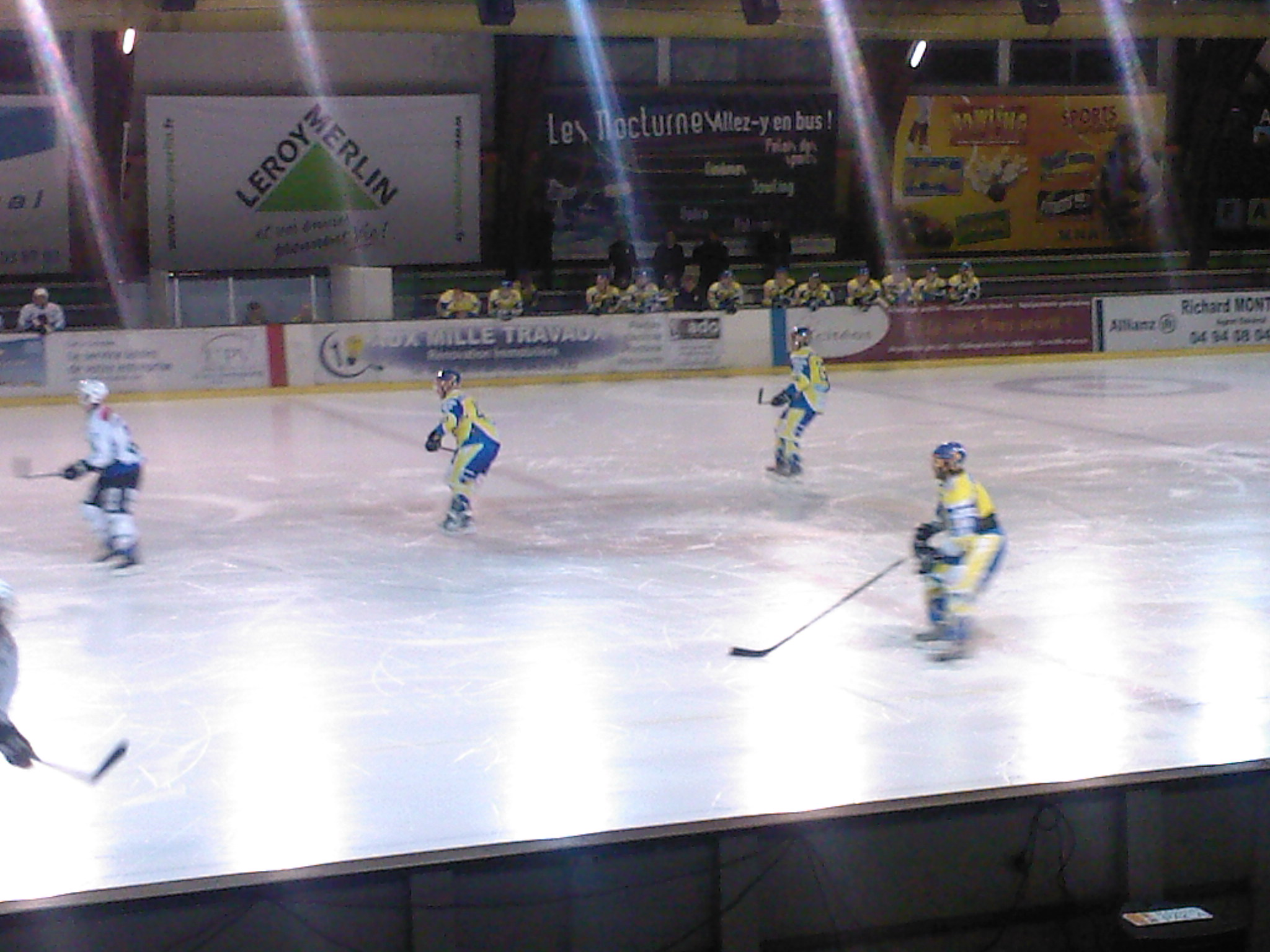
Match opposant Toulon à Val Vanoise du 20 novembre 2010.

  - 1 Championnat de Division 3 (2010)

### Roller acrobatique
- Anthony Avella
  - 10 Championnats de France de street ramp
  - 2 Championnats d'Europe de roller (2010)
  - 2 Championnats du monde de skate-cross (2013, 2014)

### Rollersoccer
- Roller Sports Club Toulonnais
  - 1 Coupe du Monde des clubs (2015)

### Rugby à XIII
- Sporting Treiziste Toulonnais
  - 1 Coupe Paul Dejean (2017)
  - 1 Championnat de France de rugby à XIII Nationale 1 (2017)

### Rugby à XV

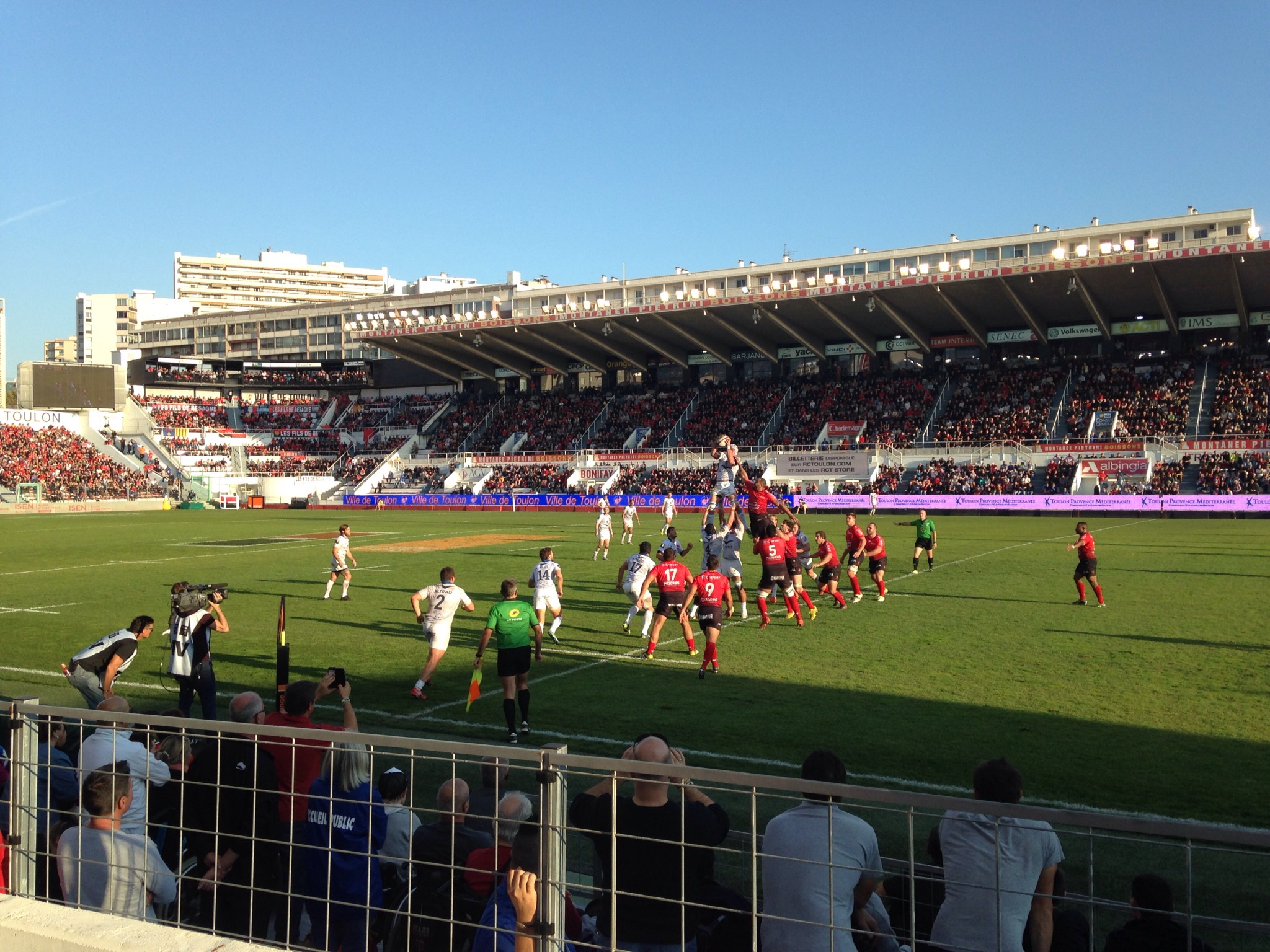
Une touche lors du match RCT-MHR à Mayol comptant pour la 8e journée du Top 14 le 07 novembre 2015.

- Rugby club toulonnais (équipe masculine)
  - 3 Coupes d'Europe (2013, 2014, 2015)
  - 4 Championnat de France (1931, 1987, 1992, 2014,)
  - 2 Championnat de France de Pro D2 (2005 et 2008)
  - 2 Challenge Yves du Manoir (1934[20] et 1970) 
  - 4 Championnat de France Reichel (1997, 1998, 2005, 2010)
- Rugby Club Toulon Provence Méditerranée (équipe féminine)

### Softball
- Comanches de Toulon
  - 1 Coupe d'Europe (2015)
  - 10 Championnat de France de softball féminin (2008, 2009, 2010, 2011, 2012, 2013, 2014, 2015, , 2016, , 2017, , 2018)

## Sportifs toulonnais célèbres
| - Michel André, ancien footballeur français - David Andréani, footballeur - Frédéric Arniaud (1981), joueur de rugby à XV français - Anthony Avella (1983), Rider Pro Roller Free Style - Bruno Bellone (1962), ancien footballeur - Carl Blasco (1971), triathlète - Firmin Bonnus (1924-1970), est un ancien joueur de rugby à XV français - Michel Bonnus (1915), est un ancien joueur de rugby à XV français - Robert Busnel (1914-1991), joueur et entraîneur de basket-ball - Christian Califano (1972), est un ancien joueur de rugby à XV français - Bertrand Carletti (1982), joueur de volley-ball - Éric Champ (1962), est un ancien joueur de rugby à XV français - Michèle Chardonnet (1956), athlète - Rudy Chéron (1981), joueur de rugby à XV français - Julien Chouquet (1987), joueur de rugby à XV français - Valérie Chrétien (1969), ancienne nageuse et triathlète - Sandie Clair (1988), coureuse cycliste - Noel Curnier (1977), est un ancien joueur de rugby à XV français - Didier Danio (1962), ancien footballeur français - Éric Dasalmartini (1965), est un ancien joueur de rugby à XV français - Eugène Delangre (1904-1970), est un ancien joueur de rugby à XV français - César Delarue (1986), est un joueur de rugby à XV français - Kaba Diawara (1975), footballeur franco-guinéen - Christophe Dominici (1972), est un ancien joueur de rugby à XV français - David Douy (1975), joueur de rugby à XV et à sept français |  | - Mohamed Dridi (1983), joueur de rugby à XV français - Laurent Emmanuelli (1976), est un joueur de rugby à XV français - Patrice Eyraud (1967), ancien footballeur français et entraîneur - Martin Fall (1982), footballeur français - Michel Gafour (1982), footballeur - Jérôme Gallion (1955), est un ancien joueur de rugby à XV français - David Gérard (1977), est un joueur de rugby à XV français - Anthony Giacobazzi (1988), joueur de rugby à XV français - Denis Goavec (1957), ancien footballeur - Olivier Grimaud (1986), joueur de rugby à XV français - Jean-Louis Gruarin (1965), ancien joueur de rugby à XV français - Josua Guilavogui (1990), footballeur - Bernard Herrero (1957), est un ancien joueur de rugby à XV français - Clément Imbert (1988), est un joueur de rugby à XV français - David Jaubert (1968), est un ancien joueur de rugby à XV français - Pascal Jehl (1965), est un ancien joueur de rugby à XV français - Yves Mangione (1964), ancien footballeur - Christophe Maraninchi (1983), footballeur français - Benoit Maurice (1971), ancien joueur de football - Mehdi Merabet (1985), joueur de rugby à XV français - Pierre Mignoni (1977), est un joueur de rugby à XV français - Sébastien Mongin (1978), handballeur professionnel - Robert Mouynet (1930), ancien footballeur français - Pierre Neubert, (1952) ancien footballeur - Frédéric Noto (1973-2001), boxeur français |  | - Jérémy Parodi (1987), boxeur - Yvan Roux (1965), est un ancien joueur de rugby à XV français - Charles Roviglione (1912-1993), ancien joueur et entraîneur de football - Jean-Philippe Ruggia (1965), ancien pilote de vitesse moto français - Michel Sappa (1949), ancien joueur de rugby à XV français - Cyril Saulnier (1975), joueur de tennis - Philippe Sauton (1964), ancien joueur de rugby à XV français - Marc Schalk (1973), joueur français de volley-ball - Thibault Scotto (1978), footballeur - Émilie Silbande (1981), joueuse de basket-ball - Bernard Simondi (1953), ancien footballeur, devenu entraîneur - Sébastien Squillaci (1980), footballeur - Patrice Teisseire (1973), est un ancien joueur de rugby à XV français - Christine Vanparys (1978), joueuse de handball |  |  |